# Commission nationale des droits de l'homme du Kenya
La Commission nationale des droits de l'homme du Kenya (KNCHR) est une institution nationale autonome des droits de l'Homme, créée par la loi de 2011 sur la Commission nationale des droits de l'homme du Kenya. Elle succède à une institution homonyme à travers une loi, en 2002.

## Historique
La KNCHR est rendue opérationnelle en juillet 2003. À la suite de la promulgation de la nouvelle constitution kényane, en août 2010, elle est légalement reconstituée sous le nom de Commission nationale des droits de l’Homme et de l’égalité du Kenya, se conformant à l’article 59 de cette constitution. 
La législation de 2011 la restructure, attribuant la fonction d’égalité à une nouvelle Commission nationale pour l’égalité des sexes et le genre et rétablissant le nom de la KNCHR.

## Missions
La mission principale de la KNCHR, dans ses attributs juridiques,  est d'investiguer et de lutter contre les violations des droits de l'homme au Kenya, de veiller au respect des normes et standards des droits de l'homme, en collaboration avec des parties prenantes au Kenya. La KNCHR dispose de six programmes pour mettre en œuvre ses objectifs stratégiques.
La KNCHR est annoncée comme un organisme de veille citoyenne. Elle scrute les actions des institutions gouvernementales, faisant des enquêtes sur les allégations de violations des droits de l’homme et, dans les cas appropriés, défend les victimes de violations droits de l'homme de quelque nature. Elle est aussi une institution consultative. La Commission conseille le gouvernement kényan sur le renforcement, la promotion et la protection des droits de l’homme. Elle observe également, de près,  la promulgation de la législation au Kenya et recommande la révision de la législation existante afin de garantir sa conformité aux normes des droits de l’homme.

## Composition
La direction de KNCHR se compose d'un président et de quatre autres commissaires nommés par le président du Kenya après leur sélection par un comité d’organisations gouvernementales et non gouvernementales. L'actuel président par intérim est le Dr Samuel Kipng'etich arap Tororei, succédant à Florence Simbiri-Jaoko, ayant fini le 9 janvier 2012. Sous l’ancienne législation, la KNCHR comprend neuf commissaires, dont quatre départs de la Commission à la même date, à l’expiration de leur mandat. 
Elle disposen en outre, d'un secrétariat sous la responsabilité du secrétaire de la Commission. Le mandat de la KNCHR est de renforcer la promotion et la protection des droits de l’homme au Kenya. Bien que créée par le gouvernement, la KNCHR se veut indépendante.
Son bureau principal se situe à Nairobi, avec deux bureaux régionaux, l'un à Wajir dans la province du Nord-Est et l'autre à Kitale dans la province de la Vallée du Rift, depuis septembre 2007.

## Statut international
La KNCHR entend s'harmoniser aux Principes de Paris, approuvés par les Nations Unies sur l’établissement et le fonctionnement de l'Institution nationale indépendante des droits de l’homme (en). Cette commission est accréditée de « statut A » par le Comité international de coordination des institutions nationales des droits de l'homme (en) (CIC), basé à Genève avec l'appui du  Haut-Commissariat aux droits de l'homme. La KNCHR est membre du Réseau des institutions nationales africaines des droits de l’homme (en) et le groupement régional de la CPI pour l’Afrique.

### Note
- (en) Cet article est partiellement ou en totalité issu de l’article de Wikipédia en anglais intitulé « Kenya National Commission on Human Rights » (voir la liste des auteurs).